# Mikko Nousiainen
Mikko Olavi Nousiainen (Tampere, 26 de abril de 1975) é um ator finlandês.
Filho da atriz Eija Nousiainen e do ator Heikki Nousiainen, suas atuações são comuns na televisão finlandesa, como na série "Ruusun aika" (duas temporadas, 1990 e 1991), na série "Blondi tuli taloon" (151 episódios entre 1994 e 1995) ou a série "Kummeli esittää: Kontio & Parmas" (três temporadas de 2018 a 2020).
No cinema, estreou no filme co-produzido por Canadá e Finlândia, "Going to Kansas City", de 1998, no papel do protagonista Mikko Vihavainen. Em 2003, trabalhou em "Kohtalon kirja", no cast dos atores principais. Em 2011, atuou no filme "5 Days of War". Em 2016 atuou em Osloboduvanje na Skopje e em 2017, trabalhou no filme de guerra "Tuntematon sotilas". Em 2018, protagonizou o drama "Valmentaja". Em 2021, trabalhou na comédia "70 on vain numero".
Em "Saattokeikka", de 2017, Mikko trabalhou com o sei pai, Heikki, e seu filho, Niila Nousiainen (nascido em 2006). As três gerações de atores voltaram a atuar juntos em 2018, no filme "Pieniä suuria valheita". Mikko também atou com o pai no teatro, na peça "Sammakkokuningas", montagem de 2019.
O teatro também é uma opção de trabalho regular de Mikko, com grandes atuações como em "Raspberry Boat Refugee", montagem de 2012, e em "Niskavuori's Young Hostess", montagem de 2018.